# Odznaki jednostek pancernych Wojska Polskiego
Odznaki jednostek pancernych Wojska Polskiego – opis odznak batalionowych, pułkowych i brygadowych wojsk pancernych Wojska Polskiego.

## Odznaki jednostek broni pancernych WP II RP
| Grafika | Opis odznaki |
| ------- | --- |
|         | 1 batalion pancerny Srebrna tarcza herbowa podzielona na ukos i pokryta barwną emalią (górna część lewa czarna, prawa dolna pomarańczowa). U góry hełm rycerski z pięcioma piórami, po bokach labry. |
|         | 2 batalion pancerny Srebrny krzyż templariuszy podzielony pionowo, lewa strona pokryta czarną emalią, prawa — pomarańczową. Pośrodku miniatura znaku pancernego. |
|         | 3 batalion pancerny Srebrny krzyż maltański pokryty czarną emalią. Pośrodku sylwetką czołgu na pomarańczowym tle otoczona kołem zębatym. |
|         | 4 batalion pancerny Pozłacany krzyż w kształcie krzyża Orderu Virtuti Militari, ramiona pokryte oksydowaną blachą pancerną. Pośrodku złoty szyszak, na dolnym ramieniu krzyża złota cyfra pułku "4 Panc". |
|         | 5 batalion pancerny Srebrna, ośmioramienna promienista gwiazda z nałożonym na środku czarnym, emaliowanym medalionem z pomarańczową obwódką. W centrum medalionu umieszczony jest srebrny husarski szyszak. |
|         | 6 batalion pancerny Srebrny krzyż maltański pokryty czarną emalią. Pośrodku herb Lwowa, otoczony kołem zębatym. |
|         | 7 batalion pancerny Srebrny krzyż schodkowy o powierzchni podzielonej na prostokąty emaliowane na przemian kolorami czarnym i pomarańczowy. Na środku krzyża umieszczony srebrny, oksydowany hełm rycerski z zamknięta przyłbicą i potrójnym pióropuszem. |
|         | 8 batalion pancerny Srebrna, ośmioboczna promienista tarcza z nałożonym na środku trójkątnym, przedzielonym pionowo proporczykiem pancernym. Lewe pole proporczyka emaliowane na pomarańczowo a prawe na czarno. W górnej części proporczyka emaliowana na złoto ośmioboczna tarcza z czarnym, emaliowanym Gryfem. |
|         | 9 batalion pancerny Stylizowany srebrny orzeł trzymający w szponach trójkątny, emaliowany proporczyk (lewa strona czarna, prawa pomarańczowa) Znana również jako Odznaka Kadry 9 Batalionu Pancernego. Wzór odznaki zatwierdzony został Dz. Rozk. MSWoj. nr 7 poz.68 z 31 maja 1938. Autorami projektu odznaki byli Wacław Bejgrowicz i Aleksander Mańka-Jarzębowski. Odznaki wykonywane były jedynie w wersji emaliowanej. |
|         | 10 batalion pancerny Srebrny krzyż maltański z emaliowanymi na czarno ramionami z nałożoną na środku miniaturą smoka z odznaki Oficera Czołgów. |
|         | 12 batalion pancerny Krzyż, którego ramiona tworzą 4 proporczyki trójkątne w czarno-pomarańczowych barwach broni pancernych. Pośrodku srebrny hełm rycerski zwrócony ku lewej stronie |
|         | Piłsudczyk (pociąg pancerny) Odznaka zatwierdzona rozkazem M.S.Wojsk. Dz. Rozk. Nr 49 z 13 XII 1921 r. Okrągła, ażurowa o średnicy 45 mm, tłoczona z posrebrzanego brązu. Grubość blachy ok. 0,8 mm. Na pierścieniu u góry napis:Pancerny Piłsudczyk, u dołu gałązki laurowe związane wstęgą. W środku sylwetka wozu bojowego na szynach kolejowych. Odznaka noszona była na rękawie. |
|         | Śmiały (pociąg pancerny) Odznaka zatwierdzona rozkazem M.S.Wojsk. Dz. Rozk. Nr 49 z 13 XII 1921 roku. Okrągła, ażurowa, o średnicy 46 mm, tłoczona w blasze o grubości 1 mm z żółtego metalu, posrebrzana i oksydowana, nieco wypukła. Na pierścieniu u góry napis: Pancerny śmiały, u dołu stylizowane gałązki laurowe związane wstęgą. W środku sylwetka wozu bojowego na szynach kolejowych. Odznaka przypinana na śrubie, na tle czerwonego sukna (jedwabiu). |
|         | Gromobój (pociąg pancerny) Odznaka w kształcie tarczy herbowej, odlewana w jasnym brązie, srebrzona obustronnie w kąpieli, lekko oksydowana, minimalnie wypukła. Wymiary: 42x48 mm, grubość ok. 2 mm. U góry daty: 8 XII 18 – 8 VIII 19. Pomiędzy datami wianek, z którego biją dwie zygzakowate linie piorunów. Pod wiankiem fantazyjny napis: Pancernik. Pod napisem wyobrażenie wozu bojowego, a pod nim napis: Gromobój. Odznaka noszona na śrubie. |
|         | Groźny (pociąg pancerny) Odznaka pamiątkowa tłoczona ze srebrnej oksydowanej blachy, o rysunku wyraźnym i dokładnym cyzelowaniu. Przedstawia orła w koronie ze złożonymi skrzydłami do góry i zawiniętymi ku głowie. Na wysokości połowy orła tarcza heraldyczna z 16 gwoździami. Na tarczy dwie skrzyżowane lufy armatnie, a pod nimi znak kolejowy – skrzydła obustronnie wkomponowane w środek koła pociągu. Wymiary: 28x43 mm, grubość blachy 0,8 mm. Odznaka noszona na śrubie. |
|         | Mściciel (pociąg pancerny) Odznaka pamiątkowa okrągła, tłoczona w jasnym mosiądzu, srebrzona i oksydowana. Średnica 45 mm, grubość blachy ok. 1 mm. Wokół tarczy odznaki, pomiędzy paskami napis: Pociąg pancerny P. 16 i odgrodzony gwiazdkami – Mściciel. Rysunek odznaki przedstawia rycerza w zbroi z mieczem w prawej, a tarczą z wizerunkiem orła w lewej ręce, w ruchu cięcia 3-głowego smoka. Odznaka sztancowa dość czysto i starannie wykonana nieco wypukła. Rysunek poprawny, choć nieco rzemieślniczy i niepoprawny historycznie (hełm ma jednocześnie nosal i przyłbicę). Umocowanie na śrubce. |
|         | Smok (pociąg pancerny) Odznaka w kształcie tarczy. Orzeł zrywający się do lotu w lewo, bez korony. Na tarczy napis: P. P. Smok, pod nim wypukło tłoczony wizerunek pociągu pancernego w ruchu na ukos tarczy od prawej z góry do lewej w dół. Pod nim napis: W obronie Kresów Wschodnich w trzech wierszach i pod tym daty: 20. I – 10. V. 1919. Odznaka wykonana z białego metalu, lana. Wymiary: szerokość skrzydeł 33 mm, szerokość tarczy 29.5 mm, wysokość 36 mm; na odwrocie śrubka i nakrętka. |
|         | Paderewski (pociąg pancerny) Odznaka pamiątkowa okrągła, ażurowa, tłoczona w blasze brązowej, posrebrzana. Średnica 40 mm, grubość blachy ok. 1 mm. Rysunek odznaki: w górnej połowie koła pomiędzy dwoma paskami napis: Pociąg pancerny, w dolnej połowie odgrodzonej kropkami, napis: Paderewski. Pomiędzy dwoma wewnętrznymi paskami wieniec laurowy stylizowany i czterokrotnie przerwany węzłami. Wewnątrz sylwetka wozu bojowego na torze kolejowym. |
|         | Hallerczyk (pociąg pancerny) Odznaka pamiątkowa sztancowana w blasze z białego metalu, lub srebrze. Grubość blachy ok. 0,8 mm; wymiary 25x37 mm. W środku odznaki zbroja rycerska z dwoma skrzyżowanym mieczami na tle owalu z łusek pancernych. U dołu napis dwuwierszowy: 1919-20/ P.P.L.4. Poniżej owalu na wstędze napis: Hallerczyk. |

## Odznaki jednostek pancernych PSZ
| Grafika | Opis odznaki |
| ------- | --- |
|         | 2 Warszawska Dywizja Pancerna Jednoczęściowa – wykonana w alpace. Odznaka ma formę kompozycji składającej się ze strzemienia i czołgu. Na kabłąku strzemienia wpisano numer 2. Wymiary: 46x42 mm. Odznakę projektowali Bronisław Rakowski i Mieczysław Białkiewicz. Wykonanie: F.M. Lorioli Fratelli – Milano – Roma Odznaki wykonywane były także w srebrze lub metodą odlewu z miękkiego materiału w warsztatach remontowo-naprawczych. Zatwierdzona Dz. Rozk. Dowódcy 2 Korpusu nr 76, poz. 415 z 18 czerwca 1946 r. |
|         | 1 pułk pancerny (PSZ) Wykonana z białego polerowanego metalu, dwuczęściowa; wym. 41 × 41 mm. Na krzyż kawaleryjski nałożona jest sylwetka czołgu typu" Crusader" widziana z boku; na czołgu wytłoczona cyfra ,,1 ",. Całość połączona przy pomocy spawu cynowego. Mocowana do górnej lewej kieszeni munduru gładką nakrętką. Autor projektu: kpt. E. Zakrzewski; zatwierdzona Dz. Rozk. NW Nr 4/43 z 10 października 1943 poz. 42, L. dz. 1028/NW/1943.                                                                 |
|         | 4 pułk pancerny „Skorpion” Wykonana z białego metalu, dwuczęściowa o wymiarach 42 × 42 mm. Na krzyżu Monte Cassino ukośnie nałożony skorpion. Krzyż emaliowany na czarno, skorpion srebrzony lub złocony. Autorem projektu był płk I. Kowalczewski i kpt. L. Kuźniarz. Wykonana w pracowni F. M. Lorioli, Milano – Roma oraz Firmie Picchiani, Barlacchi, Firenze. Wprowadzona rozkazem dowódcy 2 Korpusu Nr 58 pkt 324 z 10 maja 1946.                                                                                 |
|         | 6 pułk pancerny Dzieci Lwowa Odznaka pamiątkowa zatwierdzona 27 września 1948. Stanowi ją krzyż stalowy w postaci gąsienicy czołgu „Sherman”. W środku w kwadracie na niebieskim polu złoty lew z herbu Lwowa. Wymiary 40x40 mm; projekt F. Hałuszczak; wykonanie J.R. Gaunt and Son - Birmingham. |

## Odznaki jednostek pancernych WP III RP
| Grafika | Opis odznaki |
| ------- | --- |
|         | 11 Lubuska Dywizja Kawalerii Pancernej Odznaka o kształcie koła zębatego, z którego do góry wznosi się skrzydło husarskie, a w dole podstawa stylizowanej liczby 11. Na białym pierścieniu koła napis WIEDEN 1683 – JAN III SOBIESKI. Na koło zębate i liczbę 11 nałożono odznakę 1 Dywizji Pancernej gen. Stanisława Maczka w postaci czarnego skrzydła husarskiego oraz złotego hełmu umieszczonego w okrągłej tarczy z tłem lakierowanym na pomarańczowo. Pierścień zębaty odznaki, obrysy skrzydła husarskiego i napisy w kolorze klasy odznaki.         |
|         | 4 Brygada Kawalerii Pancernej Wykonana w formie krzyża ułożonego z proporczyków, między którymi umieszczone są fragmenty skrzydeł husarskich w kolorze stalowym. Emaliowane proporce są w kolorze barw pułków, których tradycje brygada kultywowała. W centrum krzyża nałożony srebrny orzeł państwowy, na którego piersiach umieszczono czarno-pomarańczową tarczę z numerem brygady 4, na skrzydłach krzyża zaś litery SBKP. Odznaka nawiązywała do kształtu odznaki 1 Pułku Ułanów Krechowieckich z 1921 roku. Odznakę zaprojektował kpt. Jacek Kowalski. |
|         | 6 Brygada Kawalerii Pancernej |
|         | 9 Brygada Kawalerii Pancernej Odznaka ma kształt srebrnego orła w koronie z szeroko rozpiętymi skrzydłami. Na jego piersi nałożono emaliowaną tarczę w barwach proporczyka pułkowego, ukośnie przedzielona paskiem biało-granatowym. Na piórach ogona orła wygrawerowano datę powstania pułku 1920. W jego szponach umieszczono gałązki laurową i dębową, złączone u dołu. |
|         | 12 Brygada Kawalerii Pancernej Odznaka posiada kształt krzyża maltańskiego o srebrnych krawędziach i ramionach pokrytych czarną emalią z pomarańczowymi wcięciami na końcach. Na górnym ramieniu krzyża liczba 12, na bocznych litery BK, a u dołu roli napis 1995 PANC. W centrum krzyża nałożona jest tarcza w kształcie koła zębatego z wizerunkiem szyszaka rycerskiego z zamkniętą przyłbicą w kolorze srebra. |
|         | 3(36) Brygada Pancerna |